# Коргонское сельское поселение
Коргонское се́льское поселе́ние — муниципальное образование в Усть-Канском муниципальном районе Республики Алтай Российской Федерации.
Административный центр — село Коргон.

## История
Статус и границы сельского поселения установлены Законом Республики Алтай от 13 января 2005 года № 10-РЗ «Об образовании муниципальных образований, наделении соответствующим статусом и установлении их границ»

## Население
| 2010 | 2011 | 2012 | 2013 | 2014 | 2015 | 2016 |
| ---- | ---- | ---- | ---- | ---- | ---- | ---- |
| 630  | ↘629 | ↘598 | ↘588 | ↘582 | ↘548 | ↘536 |
| 2017 | 2018 | 2019 | 2020 | 2021 |      |      |
| ↘524 | ↘519 | ↘509 | ↘507 | ↘475 |      |      |

## Состав сельского поселения
| № | Населённый пункт | Тип населённого пункта       | Население |
| - | ---------------- | ---------------------------- | --------- |
| 1 | Коргон           | село, административный центр | ↘333      |
| 2 | Владимировка     | село                         | ↘203      |